# Judgment (Star Trek)
Judgment is de 19e aflevering van het tweede seizoen van de Amerikaanse sciencefictiontelevisieserie Star Trek: Enterprise. Het is de 43e aflevering van de serie, voor het eerst uitgezonden in 2003.

## Verhaal
Jonathan Archer, kapitein wordt door de Klingons berecht. Hij wordt verdacht van samenzwering tegen het Klingonrijk. Indien hij schuldig bevonden wordt, zal hij waarschijnlijk de doodstraf krijgen. Hij krijgt echter nog de kans om zijn onschuld te bewijzen; een lastige taak, daar binnen de rechtspraak van de Klingons de stelregel "Schuldig, tot het tegendeel bewezen is," geldt. Hij wordt bijgestaan door de Klingonese advocaat Kolos, die echter eerder een ceremoniële rol vervult, dan de zaak inhoudelijk behandelt. 
Omdat Kolos en Archer een bovengemiddeld amicale band ontwikkelen en Archer het slachtoffer is van een oneerlijke rechtszaak (de getuigenis van een Klingonese kapitein (Duras) - die Archer ervan beschuldigt zijn schip doelbewust vernietigd te hebben -, weegt zwaarder dan het verweer van Archer dat dit niet het geval is), besluit Kolos een vuriger pleidooi voor zijn cliënt te houden. Uiteindelijk krijgt Archer niet de doodstraf, maar wordt hij veroordeeld tot levenslange gedwongen arbeid op de kolonie van Rura Penthe, een ijsplaneet waar dilithium gewonnen wordt. Kolos protesteert luid naar aanleiding van het besluit en wordt daarvoor meteen veroordeeld voor een jaar dwangarbeid op dezelfde plaats.
Ondertussen volgde de bemanning van de USS Enterprise de zaak op de voet. Ze besluiten Archer te bevrijden van Rura Penthe. Als Archer tijdens de vlucht Kolos de gelegenheid geeft mee te ontsnappen, weigert deze omdat dit zijn eer in de Klingonese maatschappij verder zou beschadigen. Daarna vlucht Archer naar zijn schip

## Achtergrondinformatie
- Na de vrijlating van Archer verslechtert de relatie tussen de mensheid en de Klingons. In latere afleveringen wordt Archer nog geconfronteerd met het feit dat de Klingons hem zoeken wegens zijn ontsnapping.

## Acteurs

### Hoofdrollen
- Scott Bakula als kapitein Jonathan Archer
- John Billingsley als dokter Phlox
- Jolene Blalock als overste T'Pol
- Dominic Keating als luitenant Malcolm Reed
- Anthony Montgomery als vaandrig Travis Mayweather
- Linda Park als vaandrig Hoshi Sato
- Connor Trinneer als overste Charles "Trip" Tucker III

### Gastrollen
- J.G. Hertzler als Kolos
- John Vickery als Orak
- Granville Van Dusen als de Klingonese magistraat
- Daniel Riordan als Duras
- Victor Talmadge als Asahf
- Helen Cates als Eerste Officier

### Bijrollen

#### Bijrollen met vermelding in de aftiteling
- D.J. Lockhart als cipier
- Danny Kolker als bewaker

#### Bijrollen zonder vermelding in de aftiteling
- Joe Billington als Klingonese bewaker
- Solomon Burke junior als bemanningslid Billy
- Sean Dye als Klingonese bewaker
- Evan English als bemanningslid Tanner
- Dieter Hornemann als Klingonese bewaker
- Juan Mabson als Klingonese bewaker
- Marti Matulis in een onbekende rol
- Michael Papajohn als Klingonese bewaker
- John Reyes als Klingonese bewaker
- Lidia Sabljic bemanningslid van de Enterprise